# Guyana aux Jeux olympiques d'été de 2012
Le Guyana participe aux Jeux olympiques d'été de 2012 à Londres (Royaume-Uni), du 27 juillet au 12 août de la même année, pour la 16e fois lors de Jeux d'été.

## Athlétisme
Les athlètes du Guyana ont jusqu'ici atteint les minima de qualification dans les épreuves d'athlétisme suivantes (pour chaque épreuve, un pays peut engager trois athlètes à condition qu'ils aient réussi chacun les minima A de qualification, un seul athlète par nation est inscrit sur la liste de départ si seuls les minima B sont réussis),.

### Hommes
| Athlète        | Épreuve | Série    | Série  | Quart de finale | Quart de finale | Demi-finale | Demi-finale | Finale   | Finale |
| Athlète        | Épreuve | Résultat | Rang   | Résultat        | Rang            | Résultat    | Rang        | Résultat | Rang   |
| -------------- | ------- | -------- | ------ | --------------- | --------------- | ----------- | ----------- | -------- | ------ |
| Jeremy Bascom  | 100 m   | exempt   | exempt | 10 s 31         | 34e             | -           | -           | -        | -      |
| Winston George | 400 m   | 46 s 86  | 38e    | NC              | NC              | -           | -           | -        | -      |

### Femme
| Athlète       | Épreuve | Série         | Série | Quart de finale | Quart de finale | Demi-finale | Demi-finale | Finale   | Finale |
| Athlète       | Épreuve | Résultat      | Rang  | Résultat        | Rang            | Résultat    | Rang        | Résultat | Rang   |
| ------------- | ------- | ------------- | ----- | --------------- | --------------- | ----------- | ----------- | -------- | ------ |
| Aliann Pompey | 400 m   | 52 s 10 (=SB) | 19e   | NC              | NC              | 52 s 58     | 22e         | -        | -      |

## Judo
Le Guyana a eu un judoka invité.

### Homme
| Athlète   | Compétition    | 1/32 de finale      | 1/16 de finale                | 1/8 de finale       | Quarts de finale    | Demi-finales        | Repêchage 1         | Repêchage 2         | Finale              | Finale |
| Athlète   | Compétition    | Adversaire Résultat | Adversaire Résultat           | Adversaire Résultat | Adversaire Résultat | Adversaire Résultat | Adversaire Résultat | Adversaire Résultat | Adversaire Résultat | Rang   |
| --------- | -------------- | ------------------- | ----------------------------- | ------------------- | ------------------- | ------------------- | ------------------- | ------------------- | ------------------- | ------ |
| Raul Lall | Moins de 60 kg | exempt              | Eisa Majrashi (KSA) 0000/0100 | -                   | -                   | -                   | -                   | -                   | -                   | -      |

## Natation
Le Guyana a deux nageurs sélectionnés.

### Homme
| Athlète       | Épreuve          | Série   | Série | Demi-finale | Demi-finale | Finale | Finale |
| Athlète       | Épreuve          | Temps   | Rang  | Temps       | Rang        | Temps  | Rang   |
| ------------- | ---------------- | ------- | ----- | ----------- | ----------- | ------ | ------ |
| Niall Roberts | 100 m nage libre | 55 s 66 | 48e   | -           | -           | -      | -      |

### Femme
| Athlète            | Épreuve          | Série         | Série | Demi-finale | Demi-finale | Finale | Finale |
| Athlète            | Épreuve          | Temps         | Rang  | Temps       | Rang        | Temps  | Rang   |
| ------------------ | ---------------- | ------------- | ----- | ----------- | ----------- | ------ | ------ |
| Brittany Van Lange | 100 m nage libre | 1 min 01 s 62 | 42e   | -           | -           | -      | -      |